# Lista de primeiros-ministros de Granada
O primeiro-ministro é o chefe de governo de Granada, que é o líder do partido que obtiver a maioria dos votos nas eleições legislativas.
Esta é a lista dos chefes de governo de Granada desde 1960.

## Ministros-chefe (1960–1967)
| Nome                    | Início do mandato | Fim do mandato      | Partido |
| ----------------------- | ----------------- | ------------------- | ------- |
| Herbert Blaize (1ª vez) | janeiro de 1960   | março de 1961       | PNG     |
| George E. D. Clyne      | março de 1961     | agosto de 1961      | PTUG    |
| Eric Gairy              | agosto de 1961    | 19 de junho de 1962 | PTUG    |
| Herbert Blaize (2ª vez) | setembro de 1962  | março de 1967       | PNG     |

## Premiers do Estado Associado de Granada (1967–1974)
| Nome           | Início do mandato | Fim do mandato         | Partido |
| -------------- | ----------------- | ---------------------- | ------- |
| Herbert Blaize | março de 1967     | agosto de 1967         | PNG     |
| Eric Gairy     | agosto de 1967    | 6 de fevereiro de 1974 | PTUG    |

## Primeiro-ministro (1974–1979)
| Nome       | Início do mandato      | Fim do mandato                | Partido |
| ---------- | ---------------------- | ----------------------------- | ------- |
| Eric Gairy | 7 de fevereiro de 1974 | 13 de março de 1979 (deposto) | PTUG    |

## Primeiros-ministros do Governo Popular Revolucionário (1979–1983)
| Fotografia | Nome           | Início do mandato     | Fim do mandato                  | Partido |
| ---------- | -------------- | --------------------- | ------------------------------- | ------- |
|            | Maurice Bishop | 13 de março de 1979   | 14 de outubro de 1983 (deposto) | MNJ     |
|            | Bernard Coard  | 14 de outubro de 1983 | 19 de outubro de 1983 (deposto) | MNJ     |

## Chefe do Conselho Militar Revolucionário (1983)
| Fotografia | Nome          | Início do mandato     | Fim do mandato                  | Partido |
| ---------- | ------------- | --------------------- | ------------------------------- | ------- |
|            | Hudson Austin | 19 de outubro de 1983 | 25 de outubro de 1983 (deposto) | EPR/MNJ |

## Presidente do Conselho Consultivo Interino (1983–1984)
| Fotografia | Nome                | Início do mandato     | Fim do mandato        | Partido |
| ---------- | ------------------- | --------------------- | --------------------- | ------- |
|            | Nicholas Brathwaite | 9 de dezembro de 1983 | 4 de dezembro de 1984 | CND     |

## Primeiros-ministros (1984–presente)
| Nome                | Início do mandato       | Fim do mandato          | Partido |
| ------------------- | ----------------------- | ----------------------- | ------- |
| Herbert Blaize      | 4 de dezembro de 1983   | 19 de dezembro de 1989  | NPN     |
| Ben Jones           | 20 de dezembro de 1989  | 16 de março de 1990     | NPN     |
| Nicholas Brathwaite | 16 de março de 1990     | 1 de fevereiro de 1995  | CND     |
| George Brizan       | 1 de fevereiro de 1995  | 22 de junho de 1995     | CND     |
| Keith Mitchell      | 22 de junho de 1995     | 9 de julho de 2008      | NPN     |
| Tillman Thomas      | 9 de julho de 2008      | 20 de fevereiro de 2013 | CND     |
| Keith Mitchell      | 20 de fevereiro de 2013 | 24 de junho de 2022     | NPN     |

## Siglas
- PNG - Partido Nacionalista de Granada
- PTUG - Partido Trabalhista Unido de Granada
- MNJ - Movimento New Jewel
- EPR - Exército Popular Revolucionário
- CND - Congresso Nacional Democrático
- NPN - Novo Partido Nacionalista